# Українська трибуна (Мюнхен)
Українська трибуна — громадсько-політичний тижневик (з 1948 — півтижневик) націоналістичного напряму (під впливом ОУН С. Бандери), виходила в Мюнхені в 1946—1949 роках; видавець В. Пасічняк, головний редактор спочатку З. Пеленський; у редакції працювали М. Глобенко, О. Лисяк, О. Питляр, В. Стахів, Д. Чайковський й інші.
«Українська трибуна» — одна з найпочитніших газет української еміграції в Німеччині, містила коментарі й огляди міжнародних подій, еміграційного життя, інформацію з України, документи з підпільної боротьби, хроніку життя таборів переміщених осіб, українських організацій, фейлетони тощо.
«Українська трибуна» у різний час мала окремі сторінки: «Література й мистецтво», «Трибуна Спілки української молоді», «Студентські вісті». У видавництві «Української трибуни» виходив журнал «Арка».